# Gabriel (Russki)
Gabriel, nazwisko świeckie Grigorij Russki, rzadziej Russkoj (zm. 5 stycznia?/16 stycznia 1753) – rosyjski biskup prawosławny.

## Życiorys
Jego pochodzenie, czas urodzenia i pełne imię świeckie nie są znane. W jego biogramach przyjmuje się, że pochodził z Wiaznik lub z Jarosławów (gubernia riazańska), jednak źródło tego twierdzenia nie jest znane. Według innego niepotwierdzonej wersji przed wstąpieniem do monasteru służył jako diakon w cerkwi w Odojewiszczach (powiat donkowski guberni riazańskiej). Jego postrzyżyny mnisze odbyły się w monasterze Trójcy Świętej w Bołchowie.
W drugiej dekadzie XVIII w. był już hieromnichem służącym w domu biskupim w Kazaniu, w czasie sprawowania urzędu przez metropolitę Tichona. W 1722 hierarcha ten mianował go przełożonym monasteru Przemienienia Pańskiego w Jungińsku, jednak de facto hieromnich Gabriel pozostał w służbie w rezydencji metropolitalnej. Nowy metropolita kazański Sylwester mianował go przełożonym monasteru Zaśnięcia Matki Bożej w Swijażsku z godnością archimandryty.
Donos Gabriela o nieprzychylnym stosunku metropolity Sylwestra do Świątobliwego Synodu Rządzącego i utrzymywaniu przyjaznych relacji z pozbawionym urzędu biskupiego Ignacym (Smołą) doprowadził do jego usunięcia z katedry. Mimo braku wykształcenia Gabriel został wyświęcony na biskupa 24 listopada 1731 w Moskwie. Objął katedrę suzdalską. Dzięki zaufaniu Teofana (Prokopowicza) i carycy Anny po czterech latach został przeniesiony na katedrę kazańską. Doprowadził do zamknięcia szkoły duchownej organizowanej przez jego poprzedników, zwłaszcza metropolitów Sylwestra i Hilariona, uzasadniając to brakiem funduszy (chociaż na mocy decyzji poprzedników seminarium miało otrzymywać określone dochody z ziemi należącej do biskupa kazańskiego). Gabriel zaprzestał płacenia wykładowcom, w tym przybyłym z Kijowa, przez co najbardziej wykwalifikowani z nich – archimandryta German (Barutowicz), Stefan Głowacki i Epifaniusz (Adamacki) – zrezygnowali z pracy; z grupy sprowadzonej z Kijowa jedynie Wasyl Pucek-Hryhorowicz kontynuował prowadzenie wykładów. Zniszczenie seminarium stało się skandalem, który na polecenie Synodu i osobiście carycy badała komisja pod przewodnictwem Germana (Barutowicza), mianowanego przełożonym monasteru Spaso-Andronikowskiego. Komisja stwierdziła, że jedynym winnym upadku seminarium był sam arcybiskup Gabriel. W rezultacie duchownego przeniesiono w 1738 na znacznie mniej prestiżową katedrę wielkoustiuską. Również na nowej katedrze arcybiskup Gabriel nie sprzyjał rozwojowi miejscowego seminarium.
W 1748, z uwagi na chorobę, arcybiskup Gabriel został przeniesiony w stan spoczynku i skierowany do monasteru Ikony Matki Bożej „Znak” w Moskwie. Trzy lata później na własne życzenie przeniósł się do monasteru Opieki Matki Bożej w Dankowie. Z własnych funduszy wzniósł na jego terenie dwie murowane cerkwie. Zmarł w 1753 i został pochowany w soborze świętych Archaniołów w Riazaniu.